# Johann Bartlmä
Johann Bartlmä (* 31. Mai 1849 in Kobarji/Koflern, Bez. Kočevje/Gottschee, Krain (heute Slowenien); † 3. Juni 1923 in Gnesau) war ein österreichischer Grundbesitzer und Politiker.

## Leben
Bartlmä war der Sohn des Kaufmanns Mathias Bartlmä und dessen Ehefrau Margarete geborene Fink (* 1809; † 5. Juni 1880). Er war römisch-katholisch und heiratete am 9. Juni 1873 Theresia Potutschnig (* 19. August 1855; † 29. Februar 1896). Aus der Ehe gingen vier Söhne und vier Töchter hervor, von denen zwei jung starben. Nach dem Tod der ersten Ehefrau heiratete er am 3. Mai 1897 in zweiter Ehe Maria Lechner (* 3. Juni 1864; † 24. März 1936). Aus der zweiten Ehe ging ein Sohn und zwei Töchter hervor.
Er war Bürgermeister, Gastwirt und Kaufmann in Stockenboi und Pächter des Gasthauses „Zum Tell“ in Paternion. Nachdem dieses 1905 in Konkurs gegangen war, wurde er Gemeindesekretär in Gnesau.
Vom 26. Januar 1897 bis zu seinem Rücktritt am 23. März 1900 war er Abgeordneter im Kärntner Landtag. Im Landtag war er Mitglied des land- und volkswirtschaftlichen Ausschusses und gehörte dem Klub DVP an.